# Мустафа Наххас-паша
Мустафа Наххас-паша (араб. مصطفى النحاس باشا‎; 15 червня 1879 — 23 серпня 1965) — єгипетський державний діяч, п'ять разів обіймав посаду прем'єр-міністра країни.

## Життєпис

### Ранні роки
Народився у родині торгівця пиломатеріалами. Закінчивши 1900 року Хелуанську юридичну школу, працював адвокатом спочатку у конторі Мухаммеда Фаріда, а потім мав власну практику у Мансурі. 1904 року став суддею у місті Танта. 1919 року вступив до лав партії «Вафд» і був звільнений з посади судді. У 1921—1923 роках перебував разом зі своїм політичним союзником Саадом Сайфулою у вигнанні на Сейшельських островах.

### Глава уряду
Повернувшись до Єгипту, був обраний до першого складу Палати представників (1923), а наступного року отримав пост міністра комунікацій. 1926 був обраний заступником, а 1927 — головою Палати представників.
1928 року вперше очолив уряд (одночасно обіймав посаду міністра внутрішніх справ). Намагався стабілізувати суспільно-політичну ситуацію в країні, підтримувати гарні відносини з Великою Британією. З метою підтримання авторитету у суспільстві у лютому 1928 скасував закон 1925 року, що обмежував свободу зібрань. Під британським тиском йому довелось відмовитись від такого рішення, що було сприйнято як його особиста поразка. Дехто з міністрів на знак протесту пішли у відставку. У червні 1928 року глава кабінету бездоказово звинуватив пресу у корупції, підозрюючи короля у прагненні встановити авторитарну владу. В результаті був відправлений у відставку.
Після перемоги «Вафд» на виборах 1929 року знову зайняв пост прем'єр-міністра. Первинно заявляв про те, що буде виступати проти королівської влади й захищати конституційний лад. Одночасно розпочав модернізацію країни, організував Каїрську фондову біржу, провів реформу тарифів, почав реалізацію аграрної реформи та створення трудового права. Утім, основним завданням вважав відновлення перемовин з англійцями щодо майбутніх відносин. Спочатку вони проходили вдало, але зрештою були припинені через суперечності відносно Судану. Відмова узгодити новий договір стала політичною поразкою уряду. У той же час, під впливом глобальної кризи, погіршилось економічне становище Єгипту. Ситуацією скористалась Ліберально-конституційна партія, за закликом якої король Ахмед Фуад I розпустив парламент і призначив новий кабінет.
Третій прем'єрський термін Наххаса-паші (1936—1937) розпочався після перемоги «Вафд» на парламентських виборах 1936 року. Смерть Ахмеда Фуада I та перебування на чолі країни неповнолітнього Фарука дозволило кабінету розпочати комплексну програму реформ, провести амністію для учасників політичних протестів та ініціювати двадцятивідсоткову знижку на всі кредити для бідних фермерів. Завершивши перемовини з Великою Британією, підписав договір, після чого Єгипет вступив до Ліги Націй, що де-факто перетворювало країну на незалежну державу. Однак, укладення договору спричинило жорстку критику з боку націоналістично налаштованих сил як у країні, так і у «Вафд». У листопаді 1937 року Наххас зазнав замаху з боку військовика, пов'язаного з партією «Міср аль-Фатах» («Молодий Єгипет»), а наприкінці того ж року король Фарук I відправив уряд у відставку.
Вчетверте отримав пост прем'єр-міністра (1942—1944) на тлі усунення під тиском Великої Британії кабінету Хусейна Сіррі-паші, який симпатизував діям Третього Рейху та його союзниці — фашистської Італії. Втручання англійців та згода з їх діями з боку керівництва «Вафд» негативно позначилось на популярності нового прем'єра. 1944 року Наххас виступив одним із засновників Ліги арабських держав. При цьому під час арабського повстання заснував Вищий арабський комітет із захисту прав палестинського народу.
П'ятий кабінет на чолі з Наххасом-пашею (1950—1952) був сформований за підсумками парламентських виборів 1950 року. Глава уряду негайно відновив перемовини з Великою Британією з перегляду Договору 1936 року, передусім, жадаючи скасування військового союзу між двома країнами. При цьому США і Велика Британія, навпаки, вимагали від короля Фарука зміцнення військового співробітництва із західними державами. У жовтні 1951 року прем'єр засудив Англо-єгипетський договір 1936 року, що його він сам і підписав, а потім розпочав перемовини з Радянським Союзом щодо укладення договору про ненапад. Така заява призвела до анти-британських заворушень. 20 січня 1952, у так звану «чорну суботу», в результаті сутичок у Каїрі загинули десятки європейських громадян. Після тієї події король Фарук розпустив уряд. При цьому анти-британські кроки кабінету стали однією з причин Липневої революції, після якої колишній прем'єр був ув'язнений. Разом з дружиною, Зайнаб Ганем Ель-Вакіль, яка походила з відомої родини та яка була на понад 30 років молодшою за чоловіка й мала на нього значний вплив, він провів 1953 і 1954 роки, перебуваючи в ув'язненні.
Його поховання у серпні 1965 року вилились у масову демонстрацію, яку уряд Насера стерпів. Десятки тисяч людей ішли у скорботній процесії, що скандувала: «Немає лідера після вас, Наххас».